# Pitt-Inseln
Die Pitt-Inseln (englisch Pitt Islands, in Argentinien Islas Avellaneda) sind eine Gruppe kleiner Inseln vor der Westküste der Antarktischen Halbinsel. Sie liegen unmittelbar nördlich der Renaud-Insel am nördlichen Ende der Biscoe-Inseln.
Der britische John Biscoe benannte eine vermeintlich 40 km westnordwestlich dieser Inselgruppe liegende Insel als Pitt’s Island. Der australische Polarforscher John Rymill übertrug die Benennung der nicht existierenden Insel auf die hier beschriebene Inselgruppe nach einer Kartierung derselben im Zuge der British Graham Land Expedition (1935–1936). Namensgeber ist der britische Politiker William Pitt der Jüngere (1759–1806). Argentinische Wissenschaftler benannten sie nach Nicolás Avellaneda (1837–1885), Präsident Argentiniens von 1874 bis 1880.